# Anastase Simu
Anastase Simu (Brăila, 25 de marzo de 1854-Bucarest, 28 de febrero de 1935) fue un académico rumano, doctor en ciencias políticas y administrativas, además de coleccionista de arte, que desempeñó el cargo de secretario de la legación rumana en Berlín, miembro honorario (1933) de la Academia Rumana y más tarde senador de Brăila durante 3 legislaturas. 
Tras estudiar en París y Bruselas, fue miembro del "Consejo Asesor de las Artes" (1910-1915) y fundó el Museo Simu en 1910, siendo el primer coleccionista del país que consideró necesario construir una casa de arte en con el fin de contribuir a la educación en el municipio.

## Biografía

### Formación académica
Anastase Simu nació en Brăila el 25 de marzo de 1854 en una familia de agricultores muy ricos, con grandes propiedades en diferentes áreas del país. Si bien el registro genealógico está incompleto, parece que su padre Panait era nativo de Epiro, parte de la poderosa comunidad griega de la ciudad, y dirigía una fábrica de velas con su hermano. Se convirtió en heredero de esta inmensa fortuna a los 19 años, cuando aún era estudiante en el Instituto Teresianum de Viena. Se licenció en derecho en París y alcanzó el grado de doctor en ciencias políticas y administrativas en Bruselas. For a time, he was secretary at the Romanian legation in Berlin.

### Nombramientos
Fue nombrado secretario de la legación rumana en Berlín y luego senador de Brăila en tres legislaturas consecutivas. Comenzando a interesarse por coleccionar obras de arte, Anastase Simu también se involucró en otras áreas de la vida social y cultural rumana del momento. Fue miembro del Consejo Asesor de Artes del Ministerio de Instrucción Pública (1910-1915), miembro del Ateneo Rumano, así como miembro honorario de la Academia Rumana.

## Museo Simu

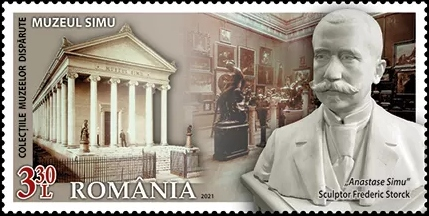
Sello postal rumano de 2021 con un busto de Simu de Frederic Storck, con imágenes del interior y el exterior de su museo

El Museo Simu, fue construido en forma de templo griego, según los planos del arquitecto C. Sciky, inspirado en Erechteion, fue inaugurado el 21 de mayo de 1910 en el centro de Bucarest, siendo este una inauguración institucional en Rumanía. Demuestra que las artes visuales pueden unirse y que se pueden comparar las distintas artes universales. Su creador, Anastase Simu, de quien el museo toma el nombre, donó una rica colección de obras de arte rumanas y extranjeras al estado rumano en 1927. Bajo la dirección del pintor Marius Bunescu, el Museo Simu funcionó hasta 1960, cuando fue demolido por las autoridades comunistas para construir en su lugar el Ministerio de Turismo y la Oficina Nacional de Turismo "ONT Cárpatos". Parte de esta colección se encuentra hoy en el Museo Nacional de Arte de Rumania y otra en la colección Simu de la Galería de Arte de Bucarest. La colección incluyó alrededor de 1.200 piezas de todos los géneros artísticos: pintura, gráfica, escultura, arte decorativo.

## Colección de dibujos
La colección gráfica incluye obras realizadas en diversas técnicas, tales como: lápiz, carboncillo, tinta, gouache, acuarela, gouache, pasta, grabado, realizadas por artistas rumanos y extranjeros.

### Diseños rumanos
La colección de gráficos rumanos incluye obras de: Carol Popp de Szathmáry, Theodor Aman, Nicolae Grant, Mişu Tăisanu, Constantin Jiquidi, Alexandru Severin, Rudolf Schweitzer - Cumpăna, Apcar Baltazar, Vasile Dobrian, Nicolae Brana, Ignat Bednarrabik, Ludovic Bassarab, Alexandru Bassarab.

### Diseños extranjeros
La colección de gráficos extranjeros incluye obras de: Antoine Bourdelle, Camille Pissarro, Firmin Massot, Charles Milcendeau, Alexandre Calame, Eugene Vibert, Leo Putz, Paini Switzerland, Max Choteau.